# Rigadin est un fameux escrimeur
Pour plus de détails, voir Fiche technique et Distribution.
Rigadin est un fameux escrimeur est un film muet français réalisé par Georges Monca, sorti en 1912.

## Fiche technique
- Titre : Rigadin est un fameux escrimeur
- Réalisation : Georges Monca
- Scénario : Max et Alex Fischer
- Photographie :
- Montage :
- Société de production : Pathé Frères
- Société de distribution : Pathé Frères
- Pays d'origine :  France
- Langue : film muet avec les intertitres en français
- Métrage : 165 mètres
- Format : Noir et blanc — 35 mm — 1,33:1 — Muet
- Genre :  Comédie
- Durée : 5 minutes et 30 secondes
- N° de catalogue Pathé : 4970
- Dates de sortie : 
  - France : 19 avril 1912

## Distribution
- Charles Prince : Rigadin
- André Simon
- Georges Tréville
- Madame Mazalto